# ソング・アンド・ダンス (ミュージカル)
『ソング・アンド・ダンス』（Song and Dance）は、アンドルー・ロイド・ウェバー作曲、ドン・ブラック作詞によるミュージカル作品。「ソング（歌）」と「ダンス（踊り）」の2つのミュージカルで構成される。
「ソング」はニューヨーク市とハリウッドにおける、イギリス人の若い女性のいささか不道徳な災難の物語である。「ソング」はマーティ・ウェブのために書かれ、1979年夏にシドモントン・フェスティバルで上演された。
ミュージカルは1982年3月26日、トム・ガッターリッジの指揮によりロンドンのパレス・シアターで初演され、マーティ・ウェブが第1部にあたる「ソング」を演じた。1985年に米国・ニューヨークのブロードウェイで上演された。
「ダンス」は、1978年にアルバムリリースされた『ヴァリエーションズ』 (Variations) に振付をしたバレエである。『ヴァリエーションズ』は、チェリストであるロイド・ウェバーの弟ジュリアンのために作曲され、パガニーニの『奇想曲』作品1の第24番の主題による変奏曲になっている。
1986年にミュージカルの主役のバーナデット・ピーターズがトニー賞（ミュージカル主演女優賞）を受賞した。